# Adler fängt Fisch

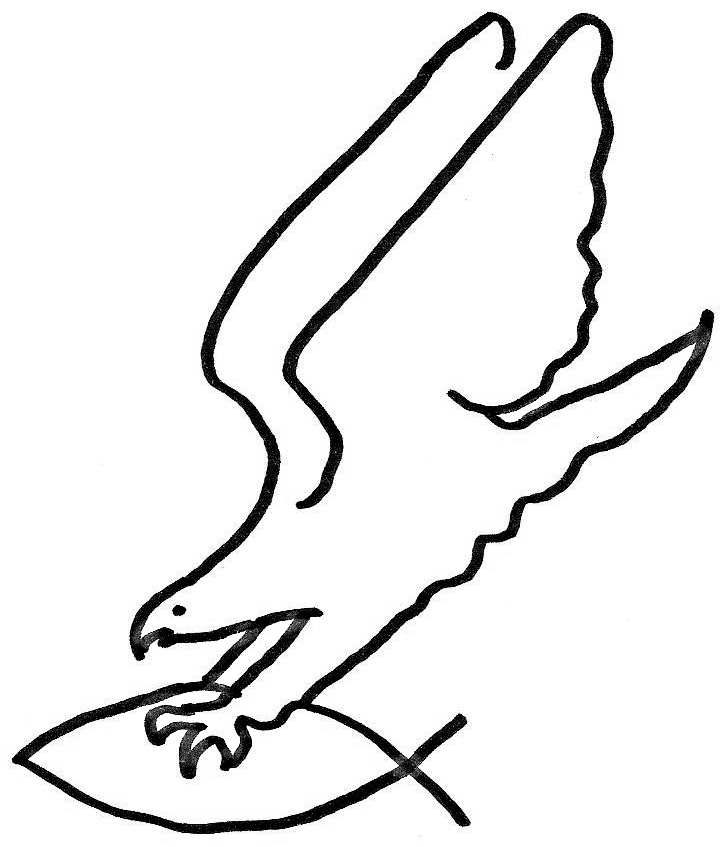
Das Symbol mit dem einfach gezeichneten Fisch

Adler fängt Fisch oder auch Adler fängt Ichthys ist ein Symbol, das die Ablehnung des Christentums versinnbildlicht. Dargestellt wird ein Adler, der einen als Zeichen für den christlichen Glauben verwendeten stilisierten Fisch in seinen Klauen hält. Es ist eine Bildmarke der völkischen Vereinigung Artgemeinschaft – Germanische Glaubens-Gemeinschaft wesensgemäßer Lebensgestaltung.

## Verwendung
Im Juli 2002 wurde die Eintragung des Bildmotivs durch Jürgen Rieger, den Vorsitzenden der neonazistischen Vereinigung Die Artgemeinschaft – Germanische Glaubens-Gemeinschaft wesensgemäßer Lebensgestaltung e. V., als Bildmarke beim Deutschen Patent- und Markenamt (DPMA) beantragt und dort im Januar 2003 eingetragen.
Das Zeichen wird variiert verwendet, und die Gestaltung kann in Details verschieden ausfallen. Eine Variante dieses Motivs zierte bei der in rechtsextremen Kreisen beliebten Kleidermarke Thor Steinar den Kapuzenpullover No Inquisition. Auch der Ostara-Versand in Berlin und die Metal-Band XIV Dark Centuries verwenden das Symbol.
Durch das Verbot der Vereinigung Artgemeinschaft – GGG e. V. vom 27. September 2023 ist die Verwendung des Symbols nach § 86a StGB strafbar.

## Beurteilungen
Die Kirchgemeinde Schneeberg-Neustädtel schreibt, dass in diesem Symbol „antisemitisches, rechtsextremistisches und kirchenfeindliches Gedankengut“ miteinander vermischt werden. Der Evangelische Bund Sachsen und die Arbeitsstelle Weltanschauungs- und Sektenfragen der Evangelisch-Lutherischen Landeskirche Sachsens sehen antichristliche Symbolik. Eine eindeutige Zuordnung zur rechtsextremen Szene ließe sich daraus nicht erschließen. Im Sommer 2013 stellte Andrea Röpke in Bezug auf die Artgemeinschaft fest: „Nachhaltig scheinen sich rassistische Tendenzen und eine radikale naturreligiöse Haltung innerhalb der gesamten braunen ‚Bewegung‘ auszubreiten. Immer mehr Neonazis verwenden das Adler-greift-Fisch-Symbol der Gruppe.“
Aus kirchenrechtlicher Sicht wird das Symbol als sittenwidrig eingestuft, wodurch ein Markenschutz eigentlich nicht möglich sein dürfte. Kirchlicherseits wurde jedoch bisher kein Löschungsantrag gestellt.

Fischadler mit Beute im Wappen des Landkreis Müritz

Nach Kontroversen um ein neues Wappen für den Landkreis Mecklenburgische Seenplatte im Jahre 2012 zog Landrat Heiko Kärger mit der Begründung „Wir machen nichts, was uns in Verbindung zu Nazis bringen könnte“ einen Entwurf zurück, der einen aus dem Wappen des Landkreises Müritz entnommenen Fischadler mit seiner Beute zeigte.

## Weblink
- Brandenburgische Landeszentrale für politische Bildung: Odin statt Jesus, abgerufen am 12. Juli 2013.